# Kocsis Tibor (énekes)
Kocsis Tibor (Kecskemét, 1981. szeptember 1. –) magyar énekes, az X-Faktor 2011-es második évadának győztese.

## Családja
16 éves volt, amikor édesanyja elhunyt, így a további nevelése édesapjára hárult. Két testvére van, egy nővére, Lilla, és egy húga, Liza.

## A kezdetek és a gyerekkor
Kocsis az általános iskolát Lajosmizsén, a gimnáziumot Kecskeméten végezte, a Katona József Gimnáziumban érettségizett 2000-ben. Főiskolára Egerbe járt, az Eszterházy Károly Főiskolára, ahol Kommunikáció - művelődésszervező szakon végzett.
Kisgyerekkorától fogva tanult zongorázni, gitározni, énekelni. Részt vett a helyi városi rendezvényeken, az amatőr színtársulatban is játszott, az énekkar tagja volt. Tanárai is felfedezték tehetségét, számos versmondó, mesemondó és énekversenyen nevezték őt, és szinte minden városi megmozduláson részt vett és énekelt.
17 éves korában, amikor énekhangja elérte a végleges formáját, úgy döntött, hogy komolyabban is szeretne az énekléssel foglalkozni, így beiratkozott a kecskeméti M. Bodon Pál Zeneiskolába, ahol Harsányi Tímea, majd Banó Éva énektanároknál képezte a hangját. A komolyzenei alapokon nyugvó magánének mellett belekóstolt a musicalek és a könnyűzene világába is. Tanulmányait egészen főiskolás koráig, 2004-ig végezte.

## A korai szárnypróbálgatások: Megasztár és az első zenekarok (2003–2006)
22 éves volt, amikor 2003-ban jelentkezett egy akkor induló új tehetségkutatóba, a Megasztárba. Ekkor bár rendelkezett némi technikai rutinnal, de kevés színpadi tapasztalata volt. Végül beválogatták őt a legjobb 50 versenyző közé, így a nagy nyilvánosság előtt is megmutathatta tehetségét. A tévés elődöntőben végül nem jutott tovább, helyette Galambos Dorina és Mujahid Zoltán jutott be az élő show-ba.
Mindeközben elvégezte a főiskolát, és a Kecskeméti Erdei Ferenc Művelődési Központban kezdett el dolgozni rendezvényszervezőként.
Még ebben az évben énekelni kezdett egy helyi zenekarban, majd 2005 szeptemberében megalakította első saját zenekarát, a Soda Effect nevű formációt. A zenekar 2006 elején mutatkozott be a közönségnek, és nagy sikert aratott. Műsoruk főleg ismert és kedvenc előadóik dalait tartalmazta, saját feldolgozásban. Kocsis többek között énekelte Sting, Robbie Williams, Phil Collins, Michael Jackson, a Red Hot Chili Peppers, a Jamiroquai, a The Police és még számos előadó és zenekar ismert dalait. Koncertműsorukkal eljutottak az ország különböző pontjaira, főiskolai és egyetemi bulikba, városi rendezvényekre.

## A kezdeti sikerek: a Csillag születik (2007–2010)
2006-ban úgy döntött, hogy Budapestre költözik, ott keres munkát, és mellette folytatja a zenélést. Kisebb kitérők után 2007-ben kezdett el dolgozni a Szerencsejáték Zrt.-nél, ahol sorsolási menedzser volt. Mellette működött a Soda Effect zenekar is. Nem sokkal Budapestre költözése után kezdték el keresni a jelentkezőket az RTL Klub új tehetségkutató műsorába, a Csillag születikbe. Kocsis úgy döntött, hogy benevez a műsorba. Az első élő adásban, mely egyben elődöntő volt, a Your Song című Elton John-dalt énekelte a Moulin Rouge! című filmből. Kocsis a nézők szavazatai alapján továbbjutott, és a legjobb 12 produkció között folytathatta a versengést. Végül a döntő előtti adásban, az 5. helyen távozott a versenyből.
A verseny újabb lökést adott, ekkor készítette el első demófelvételeit, melyek közül az egyik (Aki végül karjába zár) a később megjelent albumán is szerepelt. Zenekarával tovább járták a klubokat és koncerttermeket, de a távolság véget vetett az együttműködésnek. A Soda Effect zenekar végül 2009-ben feloszlott. Kocsis egy időre felhagyott az énekléssel, és tovább dolgozott civil szakmájában.

## A fordulat: X-Faktor (2011)
Figyelemmel kísérte az X-Faktor első évadát, és 2011-ben úgy döntött, ő is megpróbálja újra, így jelentkezett a tehetségkutató második évadába. Robbie Williams I Will Talk And Hollywood Will Listen című dalával nagy sikert aratott a mentorok körében, majd a mentorházban Malek Miklós mentor választása alapján bekerült az élő show-ba. Így Gyurcsík Tiborral és Tarány Tamással ők képviselték a 25 év felettiek mezőnyét.
Kocsis a verseny során egyszer párbajozott, ahol Lil C-vel szemben jutott tovább. Végül a 2011. december 18-i fináléban Muri Enikőt győzte le, és a nézők szavazatai alapján ő lett az X-Faktor győztese.
Kocsis Tibor mentora Malek Miklós volt, aki a műsorban betöltött mentori tevékenysége alatt vele érte el a legjobb eredményt. Vastag Csaba 2010-es győzelme után ismét a 25 év felettiek közül került ki a győztes.
2011. december 19-én megjelent Kocsis első albuma, Az első X címmel, mely a műsorban elhangzott első 9 dalt és a győztes dalt tartalmazta. A lemez dupla platinalemez lett, és 6 hétig vezette a Mahasz-listát.

## Az első saját dal és saját album: Irány az élet! (2012–2013)
2012 januárjában stúdióba vonult, és elkészült első dala, Rakonczai Viktor, Rácz Gergő és Major Eszter szerzeménye, a Lásd a csodát. A dal rádiós premierjére a Class FM rádió Morning Show című műsorában került sor 2012. február 24-én, televíziós premierjére pedig a Való Világ 5. döntőjében, 2012. február 26-án. A dal nagy sikert aratott, és a rádiók egyik kedvence lett. Kocsis a 2012-es erdélyi X-Faktor turnén adta elő a dalt először élőben, március elején.
Ezt követően ismét stúdióba vonult, és Rakonczai Viktor producer segítségével dolgozni kezdett első önálló albumán. A lemez végül 2012. július 9-én jelent meg az iTunes-on, majd 2012. július 16-án kereskedelmi forgalomban, CD-n kiadva. A lemez első helyen nyitott a Mahasz listán. Még ebben a hónapban, 2012. július 24-én debütált az első videóklip, a Lásd a csodát. A lemezt a budapesti Orfeum mulatóban mutatták be, három egymást követő élő koncerten, Kocsis állandó zenekarával, Temesi Bertalan vezetésével.
A lemez következő kislemezsikere a Janicsák Vecával közös duett volt, Ez az a perc címmel, mely Rakonczai Viktor, Rácz Gergő és Janicsák István szerzeménye. A dal a Csillag születik negyedik szériájának döntőjében is elhangzott a két énekes előadásában, 2012. június 2-án, a lemez megjelenése előtt egy hónappal.
2012. október 13-án, az X-faktor harmadik szériájának első élő adásában előadta a Forgószél vár című dalt, melyet korábbi mentora, Malek Miklós írt az énekes számára (Darius Lux és Szente Vajk mellett).
2012. december 15-én ismét az X-Faktor színpadán állhatott, ahol Antal Tímeával, az egyik finalista énekessel adták elő a Lásd a csodát! című slágert.
2012. december 22-én került adásba az RTLII műsorán Kocsis Tibor élő koncertje Egy este Kocsis Tiborral címmel. A koncerten elhangzott a bemutatkozó album összes nagy slágere, többek között a Hagyjál! című dal, melyben duettpartnere Tóth Gabi énekesnő volt. A rajongók itt hallhatták először Meglepetés című karácsonyi dalát, és a Goldhanddel közös együttműködésből született dalt is, melynek címe Save Me.
2013 áprilisától újabb kislemezdal jelent meg az Irány az élet!-ről, a Soha már, melyhez egy rádiós változat is készült a szerző, Szakos Krisztián által. A szöveget Szabó Ági írta.

## Új holnap (2013–2014)
2013 nyarán ismét stúdióba vonult, és elkezdett dolgozni második szólólemezén. A lemez egyfajta összegzése is volt az elmúlt két évnek, szerepeltek rajta korábban már nyilvánosságra került dalok (pl. az Egy Este...-koncerten először felcsendült Meglepetés, az X-Faktorban elhangzott Legyen ünnep, a Goldhanddel közös U Saved Me, vagy a Legenda című műsorban elhangzott Kovács Kati-dal, az Add már, Uram, az esőt!), ám zömében új dalokat tartalmaz. A lemez címadó dala, az Új holnap először az X-faktor egyik vasárnapi adásában, 2013. december 1-jén hangzott el. Ezzel párhuzamosan a lemez egy másik dala, a Helló Budapest! lett a Juventus Rádió azonos című reggeli műsorának indulója. 2013. december 15-én az X-Faktor döntőjén is fellépett a másik két győztessel, Vastag Csabával és Oláh Gergővel, ahol előadták A legszebb játék című dalt, melynek dalszövegét közösen szerezték.
A lemez végül 2014. január 23-án jelent meg az iTunes-on és fizikai formában egyaránt.

## 3 "A harmadik nagylemez" (2016–2017)
2016 elején jelentkezett új videóklippel, mely a 'Másolt kazetták' című dalhoz készült. Ez a dal következő lemezének előfutára volt, ami 2016 őszén jelent meg '3' címen. A lemezen olyan dalok szerepelnek, mint a 'Chuck Norris', a 'Megtörik a jég', és a Tibó által írt 'Árnyékország'. Dalszerzésben olyan nevek voltak az előadó segítségére, mint Lotfi Begi, Molnár Tamás, Szepesi Zsolt, Havas Lajos, Csicsák Norbert, Rakonczai Viktor és Vödrös Márton.

## Újra versenyben: Sztárban sztár (2016)
Öt év után 2016-ban ismét megmérettette magát egy nagyszabású műsorban, a Sztárban sztárban immár profi előadókkal, színészekkel.  A műsorban egészen a második helyig menetelt.

## Magánélet
Budapesten él. 2021-ben felvállalta, hogy homoszexuális. Párjával 2017 óta van együtt.

## Elismerések
- Lajosmizse díszpolgára (2012)
- Transilvanian Music Awards - Az év pop-dance slágere (2013)
- Szenes Iván művészeti díj (2014)

### Albumok
| Év   | Album                                         | Legmagasabb helyezés | Minősítés      |
| Év   | Album                                         | MAHASZ Top 40        | Minősítés      |
| ---- | --------------------------------------------- | -------------------- | -------------- |
| 2011 | Az első X - Megjelenés: 2011. december 17.    | 1                    | - Platinalemez |
| 2012 | Irány az élet! - Megjelenés: 2012. október 8. | 1                    |                |
| 2014 | Új holnap - Megjelenés: 2014. április 7.      | 4                    |                |
| 2016 | 3 - Megjelenés: 2016. szeptember 29.          | -                    |                |

### Videóklipek
- 2012 - Lásd a csodát
- 2013 - Soha már
- 2014 - Hello Budapest
- 2014 - Meglepetés
- 2015 - Mondd meg bátran
- 2015 - Dakar-dal
- 2016 - Másolt kazetták
- 2017 - Árnyékország
- 2018 - Úszunk az árral
- 2019 - Sorszám
- 2020 - Ha túl nagy a zaj
- 2021 - Sose hidd el
- 2021 - Hazavár
- 2021 - El nem mondott szó
- 2022 - Nélküled is forog a Föld
- 2022 - Szükség van rád
- 2023 - Kéz a kézben
- 2024 - Egy életen át
- 2025 - Hozd el a változást

### Slágerlistás dalok
| Év   | Dal                              | Legmagasabb helyezés | Legmagasabb helyezés | Legmagasabb helyezés   | Legmagasabb helyezés | Legmagasabb helyezés | Legmagasabb helyezés         | Legmagasabb helyezés | Album                  |
| Év   | Dal                              | VIVA Chart           | Class 40             | Mahasz Editors’ Choice | Mahasz Rádiós Top 40 | Mahasz Dance Top 40  | MAHASZ Single (track) Top 10 | EURO 200             | Album                  |
| ---- | -------------------------------- | -------------------- | -------------------- | ---------------------- | -------------------- | -------------------- | ---------------------------- | -------------------- | ---------------------- |
| 2012 | Lásd a csodát                    | 19                   | 7                    | 31                     | 25                   | –                    | 10                           | –                    | Irány az élet!         |
| 2012 | Ez az a perc (km. Janicsák Veca) | –                    | 9                    | –                      | 24                   | –                    | –                            | –                    | Irány az élet!         |
| 2013 | Soha már                         | –                    | 8                    | –                      | 30                   | –                    | –                            | –                    | Irány az élet!         |
| 2013 | Új holnap                        | –                    | –                    | –                      | –                    | –                    | –                            | –                    | Új holnap              |
| 2014 | Hello Budapest                   | –                    | –                    | –                      | –                    | –                    | –                            | –                    | Új holnap              |
| 2014 | Meglepetés                       |                      |                      |                        |                      |                      |                              |                      | Új holnap              |
| 2015 | Mondd meg bátran                 |                      |                      |                        |                      |                      |                              |                      | Új holnap              |
| 2015 | Dakar-dal                        |                      |                      |                        |                      |                      |                              |                      | 3                      |
| 2016 | Másolt kazetták                  |                      |                      |                        |                      |                      |                              |                      | 3                      |
| 2017 | Árnyékország                     |                      |                      |                        |                      |                      |                              |                      | 3                      |
| 2018 | Úszunk az árral                  |                      |                      |                        |                      |                      |                              |                      | Nem jelent meg albumon |
| 2019 | Sorszám (km. Dér Heni)           |                      |                      |                        |                      |                      |                              |                      | Nem jelent meg albumon |
| 2020 | Ha túl nagy a zaj                |                      |                      |                        |                      |                      |                              |                      | Nem jelent meg albumon |
| 2021 | Sose hidd el                     |                      |                      |                        |                      |                      |                              |                      | Nem jelent meg albumon |
| 2021 | Hazavár                          |                      |                      |                        |                      |                      |                              |                      | Nem jelent meg albumon |
| 2021 | Elnem mondott szó                |                      |                      |                        |                      |                      |                              |                      | Nem jelent meg albumon |
| 2022 | Néklüled is forog a Föld         |                      |                      |                        |                      |                      |                              |                      | Nem jelent meg albumon |
| 2022 | Szükség van rád                  |                      |                      |                        |                      |                      |                              |                      | Nem jelent meg albumon |
| 2023 | Kéz a kézben                     |                      |                      |                        |                      |                      |                              |                      | Nem jelent meg albumon |
| 2024 | Egy életen át                    |                      |                      |                        |                      |                      |                              |                      | Nem jelent meg albumon |
| 2025 | Hozd el a változást              |                      |                      |                        |                      |                      |                              |                      | Nem jelent meg albumon |

#### Közreműködés kislemezeken
| Év                  | Kislemez | Legmagasabb helyezés | Legmagasabb helyezés | Legmagasabb helyezés   | Legmagasabb helyezés | Legmagasabb helyezés | Legmagasabb helyezés         | Legmagasabb helyezés | Album |
| Év                  | Kislemez | VIVA Chart           | Class 40             | Mahasz Editors’ Choice | Mahasz Rádiós Top 40 | Mahasz Dance Top 40  | Mahasz Single (track) Top 10 | EURO 200             | Album |
| ------------------- | --- | -------------------- | -------------------- | ---------------------- | -------------------- | -------------------- | ---------------------------- | -------------------- | ----- |
| 2014                | Leszek a dal (Danics Dórával, Vastag Csabával és Oláh Gergővel) Legszebb játék (Vastag Csabával, Oláh Gergővel és Kocsis Tiborral) |                      |                      |                        |                      |                      |                              |                      |       |
| 2021                | Akkor is (Maja x Kocsis Tibor feat. Arizóna)                                                                                       |                      |                      |                        |                      |                      |                              |                      |       |
|                     | | Összesítés           |                      |                        |                      |                      |                              |                      |       |
| 1. helyezett számok | |                      |                      |                        |                      |                      |                              |                      |       |
| Top 10-be bekerült  | Top 10-be bekerült |                      | 3                    |                        |                      |                      |                              |                      |       |
| Top 40-be bekerült  | Top 40-be bekerült | 1                    | 3                    | 1                      | 3                    |                      |                              |                      |       |